# Ambroz Haračić
Ambroz Haračić (Mali Lošinj, 5. prosinca 1855. – Mali Lošinj, 1. listopada 1916.) bio je hrvatski prirodoslovac, meteorolog i botaničar.
U Beču je studirao matematiku i prirodne znanosti. Od godine 1879. predavao na Pomorskoj školi u rodnom mjestu, a 1897. premješten u Trst. U rodnom mjestu 18 je godina provodio meteorološka mjerenja i opažanja, na temelju kojih je bečka vlada 1892. Mali Lošinj proglasila klimatskim lječilištem, nakon čega započinje razvoj turizma na otoku Lošinju.
Proučavao je biljni pokrov Lošinja te susjednih manjih otoka i otočića (Ilovika, Suska, Unija, Malih i Velih Srakana, Murtara, Orude), povezujući uvijek klimu otoka i njihovu floru. Njegova bogata herbarijska zbirka čuva se u Botaničkom zavodu Prirodoslovno-matematičkog fakulteta Sveučilišta u Zagrebu. O svojim istraživanjima objavio veći broj radova. Potpuna bibliografija tih radova može se pronaći u Zborniku radova o prirodoslovcu Ambrozu Haračiću (Zagreb, 1981).

## Vanjske poveznice
- Haračić, Ambroz Hrvatska enciklopedija. LZMK
- LZMK / Istarska enciklopedija: Haračić, Ambroz
- LZMK / Hrvatski biografski leksikon: Haračić, Ambroz (autor: Ivan Penzar, 2002.)
- Srednja škola Ambroza Haračića, Mali Lošinj: Ambroz Haračić (životopis i fotografije)